# Ламаш (Кадавал)
Ламаш (порт. Lamas) — район (фрегезия) в Португалии, входит в округ Лиссабон. Является составной частью муниципалитета Кадавал. По старому административному делению входил в провинцию Эштремадура. Входит в экономико-статистический субрегион Оэште, который входит в Центральный регион. Население составляет 3156 человек на 2001 год. Занимает площадь 37,47 км².
Покровителем района считается Апостол Фома (порт. São Tomé).